# Tāzeh Kand-e Ādāghān
Tāzeh Kand-e Ādāghān (persiska: تازه کند آداغان) är en ort i Iran.   Den ligger i provinsen Västazarbaijan, i den nordvästra delen av landet, 700 km nordväst om huvudstaden Teheran. Tāzeh Kand-e Ādāghān ligger 1 578 meter över havet och antalet invånare är 138.
Terrängen runt Tāzeh Kand-e Ādāghān är huvudsakligen kuperad, men den allra närmaste omgivningen är platt. Runt Tāzeh Kand-e Ādāghān är det ganska glesbefolkat, med 39 invånare per kvadratkilometer. Närmaste större samhälle är Qūrīshkāk, 9,8 km väster om Tāzeh Kand-e Ādāghān. Trakten runt Tāzeh Kand-e Ādāghān består i huvudsak av gräsmarker.